# Formation de Tiaojishan
Bancs de Daohugou
La formation de Tiaojishan est une formation géologique du Jurassique moyen et supérieur, présente dans les provinces de Hebei, du Liaoning et de Mongolie-Intérieure, en République populaire de Chine. Cette formation est constituée de roches pyroclastiques, intercalées de roches volcaniques basiques et de roches sédimentaires détritiques. Elle est réputée pour la diversité et la qualité de ses fossiles, dont des vertébrés, découverts surtout depuis le début du XXIe siècle.

## Historique
La formation de Tiaojishan et la formation géologique sous-jacente de Haifanggou étaient incluses auparavant au sein de la formation de Lanqi.

## Datation de la formation de Tiaojishan
Les datations radiométriques argon-argon de Wang et de ses collègues en 2005 ont livré un âge d'environ 160 Ma (millions d'années) pour une partie de la formation, soit au début du Jurassique supérieur (Oxfordien).
En 2006, une étude conduite par Liu obtient une datation uranium-plomb montrant que la formation de Tiaojishan et les bancs de Daohugou sont synchrones et sont datés entre 168 et 164/152 Ma, soit du Bathonien au Kimméridgien. Une autre étude publiée en 2008 à partir d'analyses en spectrométrie de masse à plasma à couplage inductif (ICP-MS) sur zircon, précise la datation de la formation qui s'établit à 165 Ma à sa base et 156 et 153 Ma à son sommet, soit entre le Callovien et le Kimméridgien inférieur.

## Position stratigraphique des bancs de Daohugou
Les bancs de Daohugou sont célèbres pour la faune fossile qu'ils livrent, connue sous le nom de biote de Yanliao ou parfois biote de Daohugou. Ce biote a été parfois jusqu'à être considéré comme représentant la base du très réputé biote Crétacé inférieur de Jehol, pourtant daté entre 133 et 120 Ma (millions d'années), de l'Hauterivien supérieur à l'Aptien inférieur. 
La géologie et la position stratigraphique des bancs de Daohugou sont difficiles à interpréter car il s'agit de formations continentales, intercalées de roches volcaniques, avec des plis, des discordances et des érosions marquées à plusieurs niveaux. Les bancs de Daohugou ont ainsi été placés à différents niveaux stratigraphiques, d'abord dans la formation sous-jacente de Haifanggou, mais aujourd'hui plutôt au sein de la formation de Tiaojishan.

### Datation des bancs de Daohugou
La confusion sur la position stratigraphique des bancs de Daohugou a abouti à des datations éclectiques conduisant à dater les fossiles qu'ils renferment entre 169 Ma (Jurassique moyen) et 122 Ma (Crétacé inférieur), et a généré de nombreuses publications contradictoires,,,,.
En 2012 une datation argon-argon confirme plusieurs études précédentes et attribue un âge jurassique aux bancs de Daohugou (164 ± 4 Ma) qui les place ainsi clairement dans la formation de Tiaojishan,.
En 2016, une datation à l'uranium-plomb dans la province du Liaoning a fourni un âge de 160 Ma (Oxfordien), pour un biote appelé « biote de Yanliao » qui serait donc un peu plus récent que celui de Daohugou,.

## Climat et environnement
L'étude des plantes fossiles a conduit à Wang et ses collègues à considérer qu'elles poussaient sous un climat subtropical à tempéré chauds et humides. C'était une zone volcanique active comme le montrent la présence de bancs de tufs volcaniques résultant de fortes pluies de cendres périodiques ; le paysage était parcouru de torrents et de rivières ainsi que de lacs profonds. 

## Paléontologie

### Plantes
Les arbres des forêts du biote de Yanliao ou de Daohugou sont principalement des gymnospermes. Il s'agit de ginkopsides comme Ginkoites, Ginkgo, Baiera, Czekanowskia et Phoenicopsis. Elles renferment aussi des conifères comme les genres Pityophyllum, Rhipidiocladus, Elatocladus, Schizolepis et Podozamites. Également présents des lycophytes comme Lycopodites et Sellaginellities, des Equisetales comme Equisetum, des cycadopsides comme Anomozamites et des fougères comme Todites et Coniopteris,.

### Faune
La faune est représentée par des fossiles souvent très bien préservés de dinosaures, ptérosaures, salamandres, insectes, arachnidés,, et d'autres invertébrés. À noter aussi les fossiles du plus ancien mammifère « volant » (planant) connu, Volaticotherium antiquum et du protomammifère aquatique Castorocauda.

### Dinosaures
Une faune exceptionnelle de petits dinosaures à plumes d'une grande diversité, dont certains sont considérés comme les « oiseaux » (au sens large) les plus primitifs (avialiens).
| Dinosaures de la formation de Tiaojishan | Dinosaures de la formation de Tiaojishan | Dinosaures de la formation de Tiaojishan | Dinosaures de la formation de Tiaojishan                                             | Dinosaures de la formation de Tiaojishan     | Dinosaures de la formation de Tiaojishan | Dinosaures de la formation de Tiaojishan |
| Genre                                    | Espèce                                   | Situation                                | Position stratigraphique                                                             | Fréquence                                    | Notes | Images                                   |
| ---------------------------------------- | ---------------------------------------- | ---------------------------------------- | ------------------------------------------------------------------------------------ | -------------------------------------------- | --- | ---------------------------------------- |
| Anchiornis                               | A. huxleyi,                              | Liaoning                                 |                                                                                      | Plusieurs spécimens                          | Le genre type des anchiornithidés qui serait la famille la plus basale d'« oiseaux ». Sa conservation exceptionnelle des fossiles a permis de déterminer la couleur de son plumage. Longueur = 34 cm, Masse estimée à seulement 110 grammes.                                                                                                  |                                          |
| Aurornis                                 | A. xui                                   | Liaoning                                 |                                                                                      | Un spécimen                                  | Un anchiornithidé de la taille d'un faisan actuel (50 cm). Les os de ses pattes rappellent ceux d'Archaeopteryx mais son anatomie générale est plus primitive. |                                          |
| Caihong                                  | C. juji                                  | Hebei                                    | Biote de Yanliao                                                                     | Un spécimen                                  | Un anchiornithidé adulte de (40 cm) de long. Ses plumes au microscopie électronique à balayage ont montré la présence d'organites, interprétés comme des mélanosomes, qui produisent des couleurs iridescentes brillantes sur les plumes des oiseaux modernes, comme le colibri. C'est la plus ancienne preuve connue de plumes iridescentes. |                                          |
| Eosinopteryx                             | E. brevipenna                            | Liaoning                                 |                                                                                      | Un spécimen                                  | Un anchiornithidé adulte ou sub-adulte de (30 cm) de long. |                                          |
| Epidexipteryx                            | E. hui                                   | Mongolie-Intérieure                      | Bancs de Daohugou (Biote de Daohugou)                                                | Un spécimen                                  | Un petit paravien de la famille des scansoriopterygidés. Le plus ancien animal connu à porter sur sa queue des plumes ornementales longues d'au moins 20 cm pour un théropode dont la longueur hors queue n'est que de 25 cm. |                                          |
| Pedopenna                                | P. daohugouensis                         | Mongolie-Intérieure                      | Bancs de Daohugou (Biote de Daohugou)                                                | Un spécimen connu que par ses pattes arrière | Un « grand » anchiornithidé qui aurait pu atteindre 1 mètre de long. Ses pieds sont couverts de pennes assez arrondies, longues d'environ 5,5 cm. |                                          |
| Scansoriopteryx                          | S. heilmanni                             | Liaoning                                 | La provenance exacte du fossile n'est pas connue, probablement des bancs de Daohugou | Un ou deux spécimens                         | Un scansoriopterygidé juvénile de la taille d'un moineau domestique. |                                          |
| Serikornis                               | S. sungei                                | Liaoning                                 | « Biote de Yanliao » (Oxfordien)                                                     | Un spécimen                                  | Un anchiornithidé couvert de duvet. Il est peu probable qu'il ait pu voler. |                                          |
| Tianyulong                               | T. confuciusi                            | Liaoning                                 |                                                                                      |                                              | Un ornithopode hétérodontosauridé d'une longueur estimée à 70 centimètres. |                                          |
| Xiaotingia                               | X. zhengi                                | Liaoning                                 |                                                                                      | Un spécimen                                  | Un anchiornithidé d'abord considéré comme un dromaeosauridé ou un troodontidé. |                                          |
| Yi qi                                    | Y. qi                                    | Hebei                                    | Bancs de Daohugou                                                                    | Un spécimen                                  | Un scansoriopterygidé « volant » (planant), ne pesant qu'environ 380 grammes avec un 3e doigt allongé portant une membrane de peau comme les écureuils actuels. |                                          |

### Ptérosaures
| Ptérosaures de la formation de Tiaojishan | Ptérosaures de la formation de Tiaojishan | Ptérosaures de la formation de Tiaojishan | Ptérosaures de la formation de Tiaojishan | Ptérosaures de la formation de Tiaojishan | Ptérosaures de la formation de Tiaojishan | Ptérosaures de la formation de Tiaojishan |
| Genre                                     | Espèce                                    | Situation                                 | Position stratigraphique                  | Fréquence                                 | Notes | Images                                    |
| ----------------------------------------- | ----------------------------------------- | ----------------------------------------- | ----------------------------------------- | ----------------------------------------- | --- | ----------------------------------------- |
| Archaeoistiodactylus                      | A. linglongtaensis.                       | Liaoning                                  |                                           |                                           | Un Monofenestrata connu par un squelette incomplet avec un crâne partiel et une mandibule. |                                           |
| Changchengopterus                         | C. pani                                   | Hebei                                     |                                           |                                           | Un Pterodactyliformes connu par un seul spécimen, un juvénile de 47,5 cm d'envergure. |                                           |
| Daohugoupterus                            | D. delicatus                              | Mongolie-Intérieure                       |                                           | Un spécimen                               | Un ptérosaure relativement basal connu par un squelette partiel avec des empreintes de tissus mous. |                                           |
| Darwinopterus                             | D. modularis                              | Liaoning                                  |                                           |                                           | Un wukongopteridé. L'espèce type, D. modularis est le premier ptérosaure connu à montrer à la fois des caractéristiques de rhamphorhynchoïdes à longue queue et des ptérodactyloïdes à courte queue ; il est considéré comme une forme intermédiaire entre ces deux groupes. Darwinopterus montre également un dimorphisme sexuel, les mâles portant des crêtes distinctives sur leur tête. Apparemment ils abandonnaient leurs œufs à même le sol. |                                           |
| Darwinopterus                             | D. linglongtaensis                        |                                           |                                           |                                           | Un wukongopteridé. L'espèce type, D. modularis est le premier ptérosaure connu à montrer à la fois des caractéristiques de rhamphorhynchoïdes à longue queue et des ptérodactyloïdes à courte queue ; il est considéré comme une forme intermédiaire entre ces deux groupes. Darwinopterus montre également un dimorphisme sexuel, les mâles portant des crêtes distinctives sur leur tête. Apparemment ils abandonnaient leurs œufs à même le sol. |                                           |
| Darwinopterus                             | D. robustodens                            |                                           |                                           |                                           | Un wukongopteridé. L'espèce type, D. modularis est le premier ptérosaure connu à montrer à la fois des caractéristiques de rhamphorhynchoïdes à longue queue et des ptérodactyloïdes à courte queue ; il est considéré comme une forme intermédiaire entre ces deux groupes. Darwinopterus montre également un dimorphisme sexuel, les mâles portant des crêtes distinctives sur leur tête. Apparemment ils abandonnaient leurs œufs à même le sol. |                                           |
| Dendrorhynchoides                         | D. mutoudengensis                         | Hebei                                     |                                           | Un spécimen                               | Un anurognathidé batrachognathiné, un tout petit ptérosaure de 40 cm d'envergure. |                                           |
| Fenghuangopterus                          | F. lii                                    | Liaoning                                  |                                           |                                           | Un rhamphorhynchidé scaphognathiné. |                                           |
| Jeholopterus                              | J. ninchengensis                          | Mongolie-Intérieure                       |                                           | Plusieurs spécimens,                      | Un anurognathidé batrachognathiné avec des filaments sur le corps ressemblant à des cheveux appelés pycnofibres et des empreintes de peau. |                                           |
| Jianchangnathus                           | J. robustus                               | Liaoning                                  |                                           |                                           | Un rhamphorhynchidé scaphognathiné connu par un seul squelette. |                                           |
| Jianchangopterus                          | J. zhaoianus                              | Liaoning                                  |                                           |                                           | Un rhamphorhynchidé scaphognathiné connu par un seul squelette quasi complet avec son crâne. |                                           |
| Kunpengopterus                            | K. sinensis                               | Liaoning                                  | Bancs de Daohugou                         | Un spécimen quasi complet.                | Un wukongoptéridé avec une tête allongée de 10,7 cm de long. |                                           |
| Pterorhynchus                             | P. wellnhoferi                            | Mongolie-Intérieure                       | Bancs de Daohugou                         | Un spécimen presque complet               | Un darwinoptère avec une tête allongée de 11,8 cm de long portant une crête haute. Son envergure est d'environ 85 cm. |                                           |
| Qinglongopterus                           | Q. guoi                                   | Liaoning                                  |                                           |                                           | Un rhamphorhynchidé rhamphorhynchiné connu par un squelette avec son crâne. |                                           |
| Wukongopterus                             | W. lii                                    | Liaoning                                  | Bancs de Daohugou                         | Un spécimen                               | Un wukongoptéridé à long cou et longue queue, de 73 cm d'envergure. |                                           |

### Mammaliaformes
| Mammaliaformes de la formation de Tiaojishan | Mammaliaformes de la formation de Tiaojishan | Mammaliaformes de la formation de Tiaojishan | Mammaliaformes de la formation de Tiaojishan | Mammaliaformes de la formation de Tiaojishan | Mammaliaformes de la formation de Tiaojishan | Mammaliaformes de la formation de Tiaojishan |
| Genre                                        | Espèce                                       | Situation                                    | Position stratigraphique                     | Fréquence                                    | Notes | Images                                       |
| -------------------------------------------- | -------------------------------------------- | -------------------------------------------- | -------------------------------------------- | -------------------------------------------- | --- | -------------------------------------------- |
| Agilodocodon                                 | A. scansorius                                | Mongolie-Intérieure                          | Bancs de Daohugou                            |                                              | Un docodontidé arboricole de 13 cm de long pour une masse de 27 grammes, considéré comme le plus ancien Mammaliaformes arboricole.                                            |                                              |
| Arboroharamiya                               | A. jenkinsi                                  | Hebei                                        |                                              | Un spécimen                                  | Un Mammaliaformes basal du clade des euharamiyidiens, arboricole, avec une queue préhensile.                                                                                  |                                              |
| Castorocauda                                 | C. lutrasimilis                              | Mongolie-Intérieure                          | Bancs de Daohugou                            | Un spécimen                                  | Un docodontidé semi-aquatique, le plus grand Mammaliaformes connu au Jurassique avec une longueur de 42 cm de long pour une masse de 500 à 800 grammes.                       |                                              |
| Docofossor                                   | D. brachydactylus                            | Hebei                                        |                                              | Un spécimen                                  | Un docodontidé fouisseur adapté à la vie souterraine, ressemblant à la taupe dorée actuelle. Longueur de 6 cm sans la queue et masse estimée entre 9 et 16 grammes.           |                                              |
| Juramaia                                     | J. sinensis                                  | Liaoning                                     | Site de Daxigou (Linglongta)                 | Un spécimen                                  | Un petit euthérien ressemblant à une musaraigne de 7 à 10 cm de long, réputé être le plus ancien euthérien connu. Ses pattes avant font penser qu'il était arboricole.        |                                              |
| Maiopatagium                                 | M. furculiferum                              | Liaoning                                     | Site de Daxigou (Linglongta)                 |                                              | Un euharamiyidien « volant » (planant). |                                              |
| Megaconus                                    | M. mammaliaformis                            | Mongolie-Intérieure                          | Bancs de Daohugou                            | Un spécimen                                  | Un euharamiyidien éleutherodontidé ; un herbivore terrestre d'une masse de l'ordre de 250 grammes.                                                                            |                                              |
| Microdocodon                                 | M. gracilis                                  | Mongolie-Intérieure                          | Bancs de Daohugou                            | Un spécimen                                  | Un docodonte arboricole, supposé capable d'allaiter. |                                              |
| Qishou                                       | Q. jizantang                                 | Liaoning                                     | Site de Daxigou (Linglongta)                 |                                              | Un euharamiyidien avec des incisives supérieures tricuspides. |                                              |
| Rugosodon                                    | R. eurasiaticus                              | Liaoning                                     | Site de Daxigou (Linglongta)                 | Un spécimen                                  | Un mammifère multituberculé paulchoffatidé omnivore considéré comme le plus ancien multituberculé connu. Il ressemble à un rat ou un chipmunk et pèse entre 65 et 80 grammes. |                                              |
| Shenshou                                     | Shenshou lui                                 | Liaoning                                     | Site de Daxigou (Linglongta)                 | Quatre spécimens                             | Un haramiyidien arboricole. |                                              |
| Volaticotherium                              | V. antiquum                                  | Mongolie-Intérieure                          | Bancs de Daohugou                            | Un spécimen                                  | Un Eutriconodonta volaticothère « volant » comme l'écureuil volant actuel, le plus ancien mammifère planant connu.                                                            |                                              |
| Vilevolodon                                  | V. diplomylos                                | Hebei                                        |                                              | Un spécimen                                  | Un haramiyidien « volant ». |                                              |
| Xianshou                                     | X. longlong et X. songae                     | Liaoning                                     | Site de Daxigou (Linglongta)                 | Deux spécimens                               | Un haramiyidien « volant » comme l'écureuil volant actuel. |                                              |

### Salamandres
| Salamandres de la formation de Tiaojishan | Salamandres de la formation de Tiaojishan | Salamandres de la formation de Tiaojishan | Salamandres de la formation de Tiaojishan | Salamandres de la formation de Tiaojishan | Salamandres de la formation de Tiaojishan                                       | Salamandres de la formation de Tiaojishan |
| Genre                                     | Espèce                                    | Situation                                 | Position stratigraphique                  | Fréquence                                 | Notes                                                                           | Images                                    |
| ----------------------------------------- | ----------------------------------------- | ----------------------------------------- | ----------------------------------------- | ----------------------------------------- | ------------------------------------------------------------------------------- | ----------------------------------------- |
| Beiyanerpeton                             | B. jianpingensis                          | Liaoning                                  |                                           | Plusieurs spécimens                       | Un salamandroïde connu par un squelette presque entier en connexion anatomique. |                                           |
| Chunerpeton                               | C. tianyiensis                            | Liaoning, Hebei, Mongolie-Intérieure      |                                           | Plusieurs centaines de spécimens          | Un cryptobranchoïde mesurant 18 centimètres de long.                            |                                           |
| Jeholotriton                              | J. paradoxus                              | Mongolie-Intérieure                       |                                           | Plusieurs spécimens.                      | Un ? salamandroïde avec une morphologie crânienne singulière.                   |                                           |
| Liaoxitriton                              | L. daohugouensis                          | Mongolie-Intérieure                       |                                           |                                           | Un cryptobranchoïde mal connu.                                                  |                                           |
| Pangerpeton                               | P. sinensis                               | Liaoning                                  |                                           | Un spécimen                               | Un ? salamandroïde avec une tête et un tronc courts.                            |                                           |

### Lézards
| Lépidosauromorphes (lézard et proches) des bancs de Daohugou | Lépidosauromorphes (lézard et proches) des bancs de Daohugou | Lépidosauromorphes (lézard et proches) des bancs de Daohugou | Lépidosauromorphes (lézard et proches) des bancs de Daohugou | Lépidosauromorphes (lézard et proches) des bancs de Daohugou            | Lépidosauromorphes (lézard et proches) des bancs de Daohugou |
| Genre                                                        | Espèce                                                       | Situation                                                    | Fréquence                                                    | Notes                                                                   | Images                                                       |
| ------------------------------------------------------------ | ------------------------------------------------------------ | ------------------------------------------------------------ | ------------------------------------------------------------ | ----------------------------------------------------------------------- | ------------------------------------------------------------ |
| Lézard non nommé                                             |                                                              | Mongolie-Intérieure                                          | Un spécimen                                                  | Un nouveau genre de lézards avec des pattes avant relativement courtes. |                                                              |
| Un lézard non nommé                                          |                                                              | Mongolie-Intérieure                                          | Un spécimen                                                  | Un lézard avec de longues pattes arrière et un corps étroit.            |                                                              |

### Arthropodes
Les ordres suivants sont représentés dans la formation : Ephemeroptera, Odonata, Plecoptera, Blattodea, Orthoptera, Hemiptera, Neuroptera, Coleoptera, Hymenoptera et Diptera.
| Arthropodes des bancs de Daohugou | Arthropodes des bancs de Daohugou | Arthropodes des bancs de Daohugou | Arthropodes des bancs de Daohugou    | Arthropodes des bancs de Daohugou                                                                                  | Arthropodes des bancs de Daohugou | Arthropodes des bancs de Daohugou |
| Genre                             | Espèce                            | Situation                         | Fréquence                            | Notes | Images                            |                                   |
| --------------------------------- | --------------------------------- | --------------------------------- | ------------------------------------ | --- | --------------------------------- | --------------------------------- |
| Ahirmoneura                       | A. neimengguensis                 | Mongolie-Intérieure               |                                      | Un nemestrinidé (diptère brachycère).                                                                              |                                   |                                   |
| Archirhagio                       | A. striatus                       |                                   |                                      | Une mouche de la famille des archisargidés.                                                                        |                                   |                                   |
| Archirhagio                       | A. zhangi                         | Mongolie-Intérieure               |                                      | Une mouche de la famille des archisargidés.                                                                        |                                   |                                   |
| Archisargus                       | A. spurivenius                    |                                   |                                      | Mouches archisargidés.                                                                                             |                                   |                                   |
| Archisargus                       | A. strigatus                      |                                   |                                      | Mouches archisargidés.                                                                                             |                                   |                                   |
| Calosargus                        | C. (Calosargus) antiquus          |                                   |                                      | Mouches archisargidés.                                                                                             |                                   |                                   |
| Calosargus                        | C. (C.) bellus                    |                                   |                                      | Mouches archisargidés.                                                                                             |                                   |                                   |
| Calosargus                        | C. (C.) daohugouensis             |                                   |                                      | Mouches archisargidés.                                                                                             |                                   |                                   |
| Calosargus                        | C. (C.) hani                      |                                   |                                      | Mouches archisargidés.                                                                                             |                                   |                                   |
| Calosargus                        | C. (C.) tenuicellulatus           |                                   |                                      | Mouches archisargidés.                                                                                             |                                   |                                   |
| Calosargus                        | C. (C.) validus                   |                                   |                                      | Mouches archisargidés.                                                                                             |                                   |                                   |
| Calosargus                        | C. (Pterosargus) sinicus          | Mongolie-Intérieure               |                                      | Mouches archisargidés.                                                                                             |                                   |                                   |
| Daohugocorixa                     | D. vulcanica                      |                                   |                                      | Une cigale d'eau.                                                                                                  |                                   |                                   |
| Darwinula                         | D. impudica                       | Liaoning                          |                                      | Un ostracode. |                                   |                                   |
| Darwinula                         | D. magna                          | Liaoning                          |                                      | Un ostracode. |                                   |                                   |
| Darwinula                         | D. sarytirmenensis                | Liaoning                          |                                      | Un ostracode. |                                   |                                   |
| Fuyous                            | F. gregarious                     |                                   |                                      | Un éphémère |                                   |                                   |
| Eoplectreurys                     | E. gertschi                       | Mongolie-Intérieure               | Plusieurs spécimens                  | Une petite araignée, la plus ancienne de la famille des plectreuridés.                                             |                                   |                                   |
| Homocatabrycus                    | H. liui                           |                                   |                                      | Un coléoptère de la famille des schizophoridés.                                                                    |                                   |                                   |
| Jurassinemestrinus                | J. orientalis                     | Mongolie-Intérieure               |                                      | Une mouche nemestrinoïde.                                                                                          |                                   |                                   |
| Menopraesagus                     | M. explanatus                     |                                   |                                      | Des coléoptères schizophoroïdes.                                                                                   |                                   |                                   |
| Menopraesagus                     | M. oxycerus                       |                                   |                                      | Des coléoptères schizophoroïdes.                                                                                   |                                   |                                   |
| Menopraesagus                     | M. grammicus                      |                                   |                                      | Des coléoptères schizophoroïdes.                                                                                   |                                   |                                   |
| Meoslova                          | M. daohugouensis                  |                                   |                                      | Une mouche archisargidé.                                                                                           |                                   |                                   |
| Mostovskisargus                   | M. portentosus                    | Mongolie-Intérieure               |                                      | Des mouches archisargidés.                                                                                         |                                   |                                   |
| Mostovskisargus                   | M. signatus                       | Mongolie-Intérieure               |                                      | Des mouches archisargidés.                                                                                         |                                   |                                   |
| Mongolarachne                     | Mongolarachne jurassica           | Mongolie-Intérieure               | 2 spécimens, un mâle et une femelle. | Une araignée aranéomorphe. La femelle mesure 24,67 mm et le mâle 16,54 mm, ce dernier possède de longs pédipalpes. |                                   |                                   |
| Shantous                          | S. lacustris                      |                                   |                                      | Un éphémère. |                                   |                                   |
| Sinoschizala                      | S. darani                         |                                   |                                      | Un coléoptère schizophoroïde.                                                                                      |                                   |                                   |

Une libellule aeshnoïde indéterminée a été découverte dans le Liaoning.

### Mollusques
| Genre         | Espèce      | Situation | Fréquence | Notes       | Images |
| ------------- | ----------- | --------- | --------- | ----------- | ------ |
| Shaanxiconcha | S. cliovata | Liaoning  |           | Un bivalve. |        |